# 近鉄1422系電車
近鉄1422系電車（1422けいでんしゃ）とは、近畿日本鉄道（近鉄）が1987年に導入した一般車両（通勤形電車）である。近鉄で初めてVVVFインバータ制御を量産採用した形式の1つで、三菱電機製の制御装置を搭載した2両編成として大阪線に投入された。
本項では同じく制御装置が三菱製で標準軌線共通仕様の1430系、4両・6両編成仕様の1620系およびそれらの派生系列についても記述する。なお、解説の便宜上、宇治山田・鳥羽側先頭車の車両番号+F（Formation=編成の略）を編成名として記述（例：モ1422以下2両編成=1422F、モ1621以下4両編成=1621F）する。

## 概要
1984年に登場した1420系は近鉄では初採用のGTOサイリスタ素子を搭載したVVVFインバータ制御の試作形式として投入され、大阪線にて長期的な試験運用が行われたが、この結果を基に標準軌線用の量産型として登場したのが1422系であり、その標準軌線共通仕様の1430系・1620系に続いている。
登場時は1250系（2代）を名乗っていたが、1230系列の増備によって、1990年に現番号に変更されている。6編成が製造されたが、標準軌全線共通仕様の設定に伴う仕様変更のため、その後の増備車両は1430系に移行されている。電算記号は当初VC52 - 57となっていたが、上記の改番によって現在はVW22 - VW27に改められている。
今後、名古屋線に所属する編成は近鉄標準カラーの赤色から伊勢志摩カラーの青色に塗り替える予定であり、本編成も対象となっている。

## 構造

### 車体
1400系・8810系で確立された車体デザインを概ね踏襲し、車体構造では同時に登場した1220系と同様に、最大車体幅2,800mmの大型車体を大阪線・名古屋線車両で初めて採用して、1420系以前の従来車の鋼製から裾を絞ったアルミニウム合金車体に仕様変更されている。安定した大型アルミ押出材の供給が可能となり、構体の組立工数の削減が可能になったためであり、特急車と急行車の5200系を除き、その後の車両にもこのアルミ車体は採用され、近鉄のVVVFインバータ制御車の標準仕様となっている。
車内インテリア面では内装材は1420系と同様にサンドウェーブ柄の化粧板に、マルーン調の床材を引き続き採用しているが、ロングシートの仕様は本形式の前年に製造された3200系や6400系と同様のひじ掛けが化粧板仕上げとなった新しいものに変更されており、これらの車内デザインは2000年に登場するシリーズ21まで近鉄一般車の標準仕様となった。

### 走行機器・性能
走行機器は1420系からは大きく仕様変更されており、制御装置は三菱電機製MAP型を採用、主電動機はMB-5023A型、歯車比は6.31と大きい。制動装置はTc車にHSC-R形を設置。MGはHG-77463形、CPはHS-10形をそれぞれTc車に配置している。集電装置はMc車に2基搭載する。台車は両抱き踏面ブレーキ式の近畿車両製シュリーレン台車であるKD-95形を装着する。運転台の配色はベージュ系のものを採用している。基本的な性能面では1420系と同等で、最高速度110km/hを確保している。

## 改造・車体更新
近鉄各路線のGTO-VVVFインバータ制御車と同様に、以下の改造が順次施工されている。
- 車体側面のVVVFマーク撤去
- 簡易内装更新および車体連結部の転落防止幌設置
  - 車内床材および座席モケットの交換
- ク1522形運転室側の車いすスペースおよび手すり整備

## 運用
1987年4月に営業運用を開始した。2019年4月1日現在、大阪線用として高安検車区に1422F (VW22) - 1427F (VW27) の6本が所属している。
|        | ← 大阪上本町駅・近鉄名古屋駅宇治山田駅・鳥羽駅 → |             |             |             |
| 系列   | 編成名                                           | 電算名      | Tc ク1522   | Mc モ1422   |
| 1422系 | 1422F - 1427F                                    | VW22 - VW27 | 1522 - 1527 | 1422 - 1427 |

## 1430系・1620系

### 1430系
1990年7月に登場した、2両編成のVVVFインバータ制御車である。1422系を標準軌全線共通仕様に変更した車両である。1998年までに2両編成15本が製造された。電算記号はVW 。
走行機器面では1422系に引き続き、三菱製のインバータ装置を搭載している。歯車比は5.73に戻り、主電動機はMB-5035AまたはMB-5035B、台車は両抱き踏面ブレーキ式空気バネ台車のKD-96系または全軸片押し踏面ブレーキ式ボルスタレス台車のKD-306系を装着する。以上の機器構成はシリーズ21登場前までこれが標準軌線VVVFインバータ制御車の標準となった。1230系と同様に1435系、1436系、1437系、1440系と細かく分類されることが多い。
2019年4月1日現在、1431F・1432F・1435F・1436F・1439F・1441F - 1445Fの10編成が高安検車区に、1433F・1434Fの2編成が富吉検車区に、1437F・1438F・1440Fの3編成が明星検車区に配置されている。
|        | ← 大阪上本町駅・近鉄名古屋駅宇治山田駅・鳥羽駅 → |                       |                       |                       |
| 系列   | 編成名                                           | 電算名                | Tc ク1530             | Mc モ1430             |
| 1430系 | 1431F・1432F 1433F・1434F                        | VW31・VW32 VW33・VW34 | 1531・1532 1533・1534 | 1431・1432 1433・1434 |
| 1435系 | 1435F                                            | VW35                  | 1535                  | 1435                  |
| 1436系 | 1436F                                            | VW36                  | 1536                  | 1436                  |
| 1437系 | 1439F・1441F - 1445F                             | VW39・VW41 - VW45     | 1539・1541 - 1545     | 1439・1441 - 1445     |
| 1440系 | 1437F・1438F・1440F                              | VW37・VW38・VW40      | 1537・1538・1540      | 1437・1438・1440      |

#### 1435系
- 1435系（1992年3月登場、1435Fのみ）
  - 補助電源装置がSIV（静止形インバータ）BS-483Q形(70kVA)に改良[1][2][4]。

#### 1436系
- 1436系（1993年3月登場、1436Fのみ）
  - Tc車のディスクブレーキを1軸1ディスクとしたボルスタレス台車を採用[1][2]、滑走検知装置や踏面清掃装置も搭載[4]。

#### 1437系
- 1437系（1993年9月登場、1439F・1441F - 1445F）
  - Tc台車のディスクブレーキを1軸2ディスクに変更し（後に1ディスクに改造）[7][2]、滑走検知装置は省略し踏面清掃装置を標準装備[4]。
  - 1998年1月に登場した最終編成の1445Fは車内乗務員室側仕切り窓の小型化、Tc台車ディスクブレーキの各軸1ディスク化といった5800系の車両設計を踏襲した。

#### 1440系
- 1440系（2006年9月登場、1437F・1438F・1440F）
  - 1437系の名古屋線ワンマン運転対応編成（後述）[7]。

### 1620系

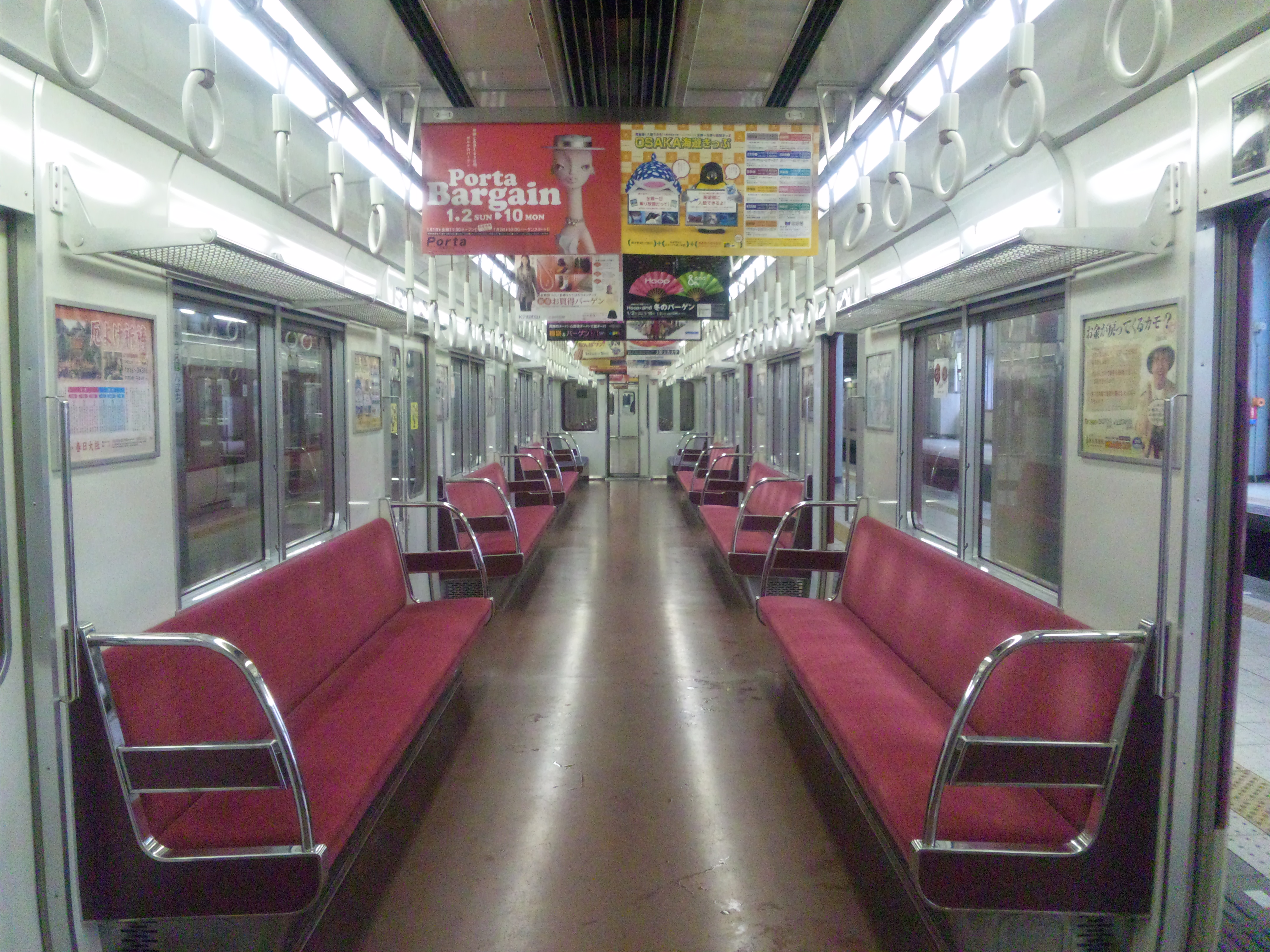
1620系の車内

1994年11月に登場した、1420系列（1437系）の4・6両編成仕様である。1994年から1995年にかけて4両編成5本、1996年に6両編成1本の合計26両が製造され、その後の増備車は5800系に移行している。トイレは全編成で省略された。電算記号は4両編成車ではVG 、6両編成車ではVFとなっている。
走行機器や性能面は1437系に準じているが、電動車の集電装置は各1基に変更され、モ1670形はMc車側、モ1620形はT車側に搭載されたが、6両編成の1641Fに組み込まれたモ1650形は2基搭載に変更された。また、モ1650形とサ1750形の間には簡易運転台と前照灯が設置されている。
本系列のモ1651という車番は近鉄では2代目である。初代は名古屋線向け1600系の増結用Mc車に与えられていたが、同形は1990年にモワ51形に改造・改番されたため、車番は重複していない。その後、モワ51形は2000年11月に廃車となっている。
2019年4月1日現在、4両編成5本（1621F - 1625F）と6両編成1本（1641F）が高安検車区に配置されている。
|                  | ← 大阪上本町宇治山田・鳥羽 → |             |             |             |             |             |          |           |
| 系列名           | 編成名                       | 電算名      | Tc ク1720   | M モ1670    | T サ1770    | Mc モ1620   |          |           |
| 1620系 (4両編成) | 1621F - 1625F                | VG21 - VG25 | 1721 - 1725 | 1671 - 1675 | 1771 - 1775 | 1621 - 1625 |          |           |
|                  | ← 大阪上本町宇治山田・鳥羽 → |             |             |             |             |             |          |           |
| 系列名           | 編成名                       | 電算名      | Tc ク1720   | M モ1650    | T サ1750    | M モ1670    | T サ1770 | Mc モ1620 |
| 1620系 (6両編成) | 1641F                        | VF41        | 1741        | 1651        | 1751        | 1691        | 1791     | 1641      |

### 改造・更新
近鉄各路線のGTO-VVVFインバータ制御車両と同様に、以下の改造が順次施工されている。
- 前面および車体連結部への転落防止幌設置[4]
- バリアフリー対応改造
  - ドアチャイムおよび車内案内表示器の整備、ク1530形・ク1720形先頭連結部の連結部注意喚起スピーカー設置 (2022年4月現在、1432F・1435F・1437F - 1445Fに施工[12][13][14][15][16])
- 簡易内装更新
  - 車内床面の交換および座席モケット交換
- ク1530形・ク1720形運転室側の車いすスペース整備
- 車体側面のVVVFマーク撤去[4]
- 防犯カメラの設置

#### 名古屋線ワンマン運転対応改造
2006年9月から2007年10月にかけて名古屋線所属の1437系1437F・1438F・1440Fがワンマン運転対応工事およびバリアフリー改造を施工し、系列名を1440系に変更している。このため系列所属車両の番号が本来なら系列名の後ろになるところ、本系列では系列所属車両の番号が系列名よりも前になっている。

#### リニューアル工事

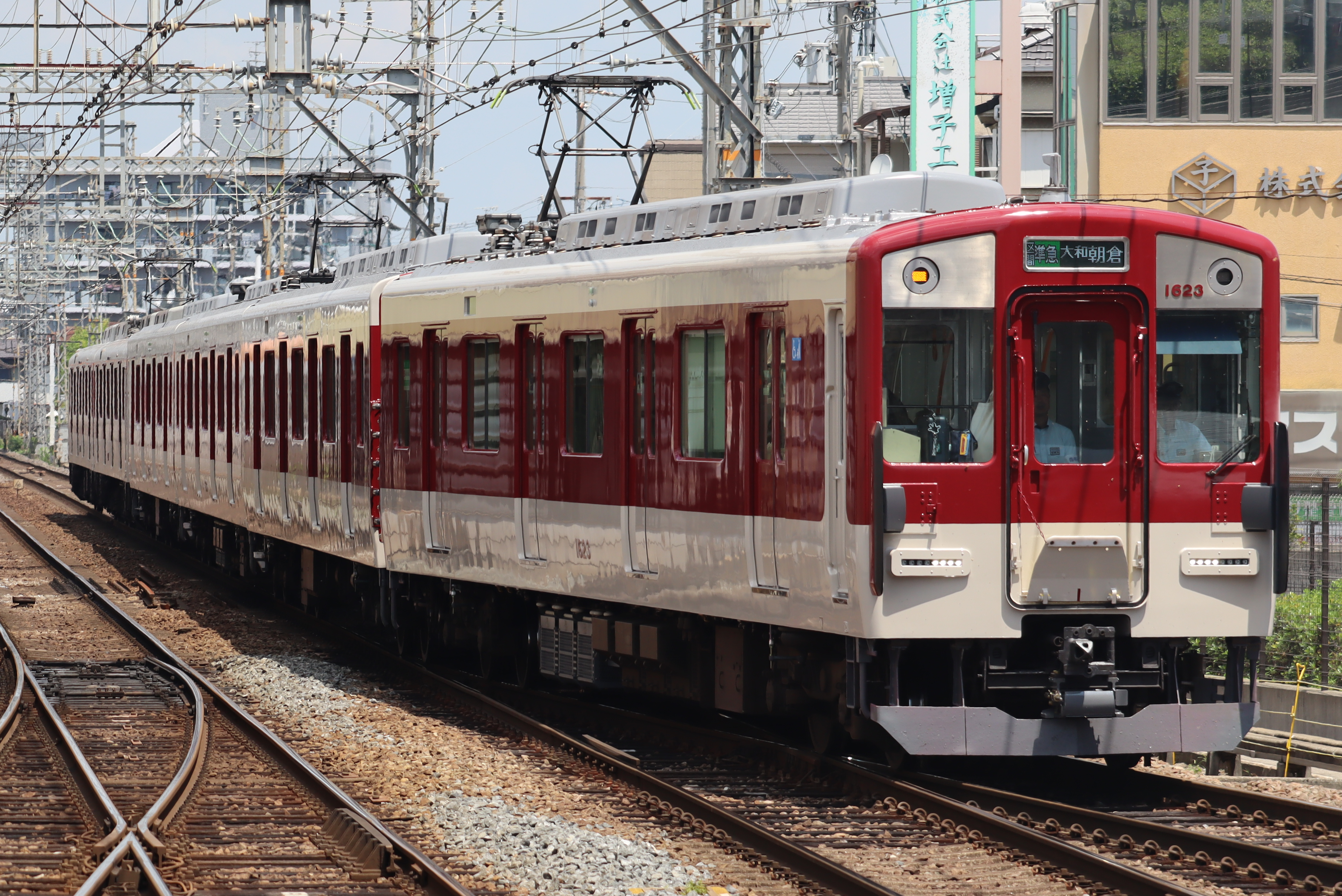
リニューアルされた1620系VG23編成

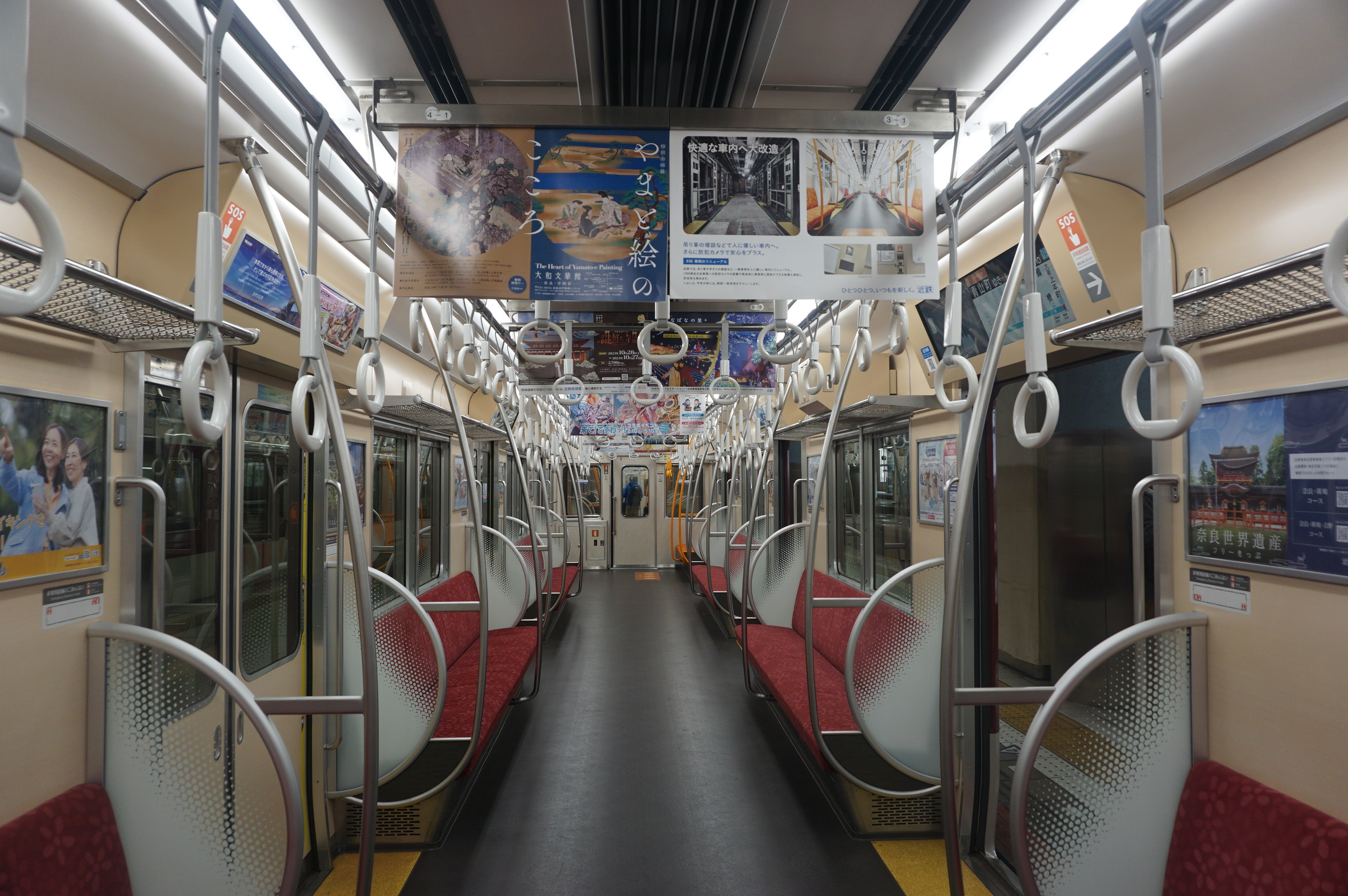
リニューアルされた1623Fの車内

2023年7月には1623Fに更新工事を施工し、先頭車では上部にあった前照灯を下部に、下部にあった標識灯を上部に移設（更新前とは位置関係が上下入れ替わる格好）、前面への転落防止幌設置のほか、行先表示器のLED化、車内のリニューアルが行われている。内装デザインは近鉄8A系電車と同様にイチバンセンの川西康之が監修している。

### 試験
1991年5月16日から6月8日にかけて、1430系1433Fク1533が21000系モ21702 - モ21802と併結して、ボルスタレス台車の試験運転が実施されている。

### 運用

#### 大阪線
- 1422系 1422F - 1427F
- 1430系 1431F・1432F
- 1435系 1435F
- 1436系 1436F
- 1437系 1439F・1441F - 1445F

2両編成の1422系列は主に大阪線系統を中心に快速急行以下の各列車種別で2両編成単独や他編成併結の4両 - 10両編成で運用されている。1422系・1430系共に2410系や1253系などの2両編成車と共通で運用されている。
- 1620系 1621F - 1625F

4両編成は大阪線大阪上本町 - 青山町間を中心に快速急行から普通まで幅広く使用されているが、ダイヤ混乱時以外は青山町駅以東や名古屋線の運用には入らない。特に限定した運用や編成は組まれておらず、2430系等トイレ無しの4両編成と共通運用で、編成単独および他形式併結の6両 - 10両編成で運用されている。
- 1620系 1641F

1641Fは大阪線では唯一のトイレを装備しない6両固定編成であることから、青山町駅以西において6両編成以上で運転される列車に使用されており、ダイヤ混乱時以外は青山町駅以東や名古屋線の運用には入らない。

#### 名古屋線
- 1430系 1433F・1434F
- 1440系 1437F・1438F・1440F

主に名古屋線系統を中心に急行の増結編成および準急・普通列車として2両 - 6両編成で使用されている。ワンマン運転対応の1440系は前記の増結運用に加えて志摩線のワンマン列車でも運用されている。

### アートライナー

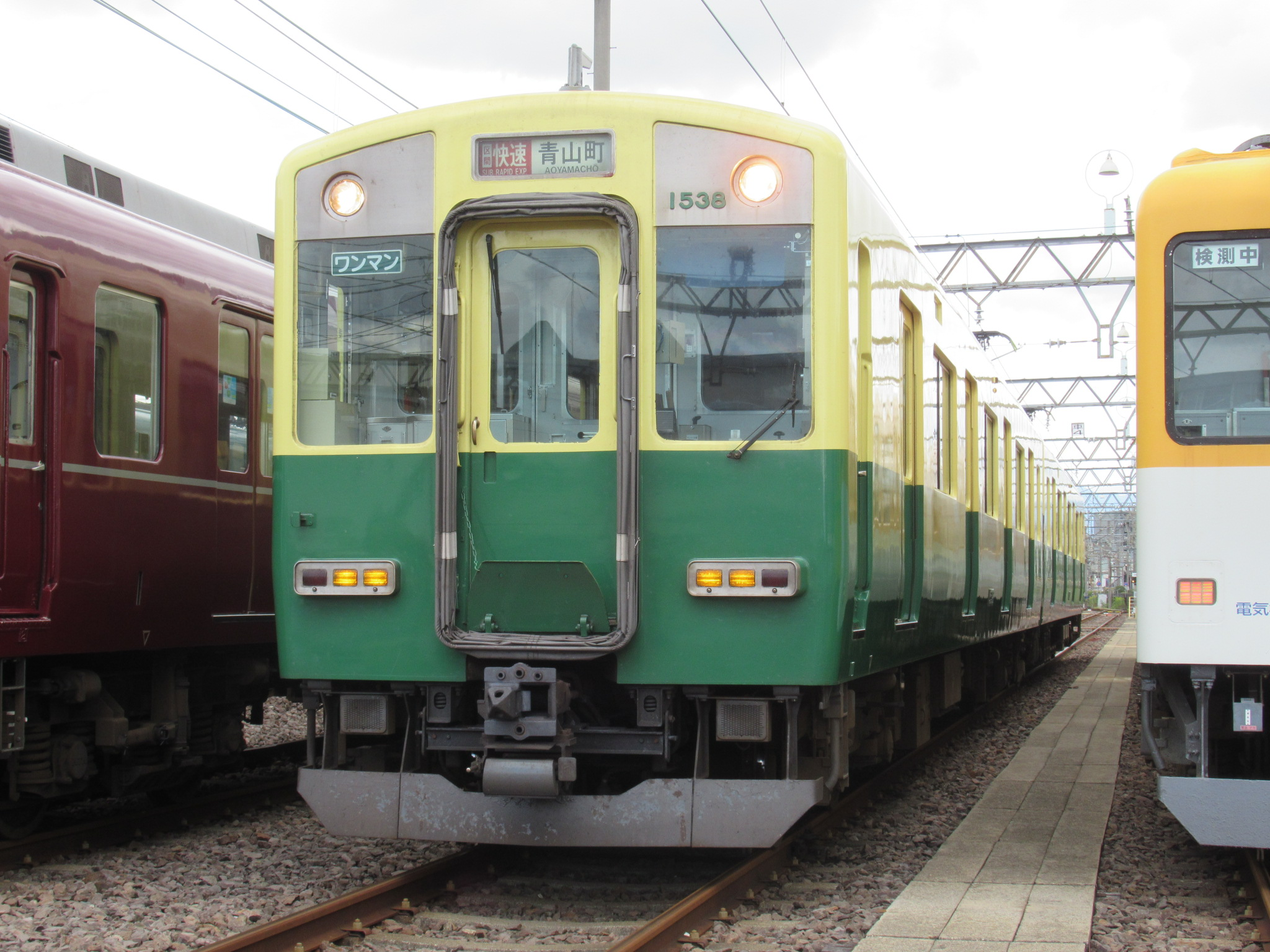
1438F　三重交通復刻塗装

- 1433Fク1533 ：「美し国おこし・三重」（2011年12月 - 2013年10月 ）[19]
- 1433Fモ1433 ：「美し国おこし・三重」（2012年10月 - 2013年10月）
- 1438F：「三重交通復刻塗装」（2019年7月18日運転開始[20] - ）
  - 2019年7月23日に志摩線の開業から90年を迎えるにあたって行われる記念事業の一環として、三重交通時代の車体塗装に変更されたものである[20][* 2]。
- 1641F：志摩スペイン村「不思議の国のアリス」（2007年4月 - 2008年5月）→ 志摩スペイン村「ピエロ・ザ・サーカス」（2008年6月 - 2010年6月）